# Comté de Northumberland (Ontario)
Pour les articles homonymes, voir Northumberland.
Le comté de Northumberland est un comté situé le long de la côte nord du Lac Ontario, à l'est de Toronto dans le Centre de l'Ontario au Canada.
Le chef-lieu du comté est la ville de Cobourg.

## Histoire
Le comté a été établi pour la première fois en 1792. En 1802, il forme avec son voisin, l'ancien Comté de Durham, le District de Newcastle dans la  Province du Haut-Canada, une colonie britannique. Le Comté a d'abord été colonisé par un mélange d'immigrants irlandais, écossais et anglais ainsi que par des Américains qui immigraient au nord depuis la Nouvelle-Angleterre.
En 1850, le district de Newcastle a été réorganisé pour former les Comtés Unis de Northumberland et Durham jusqu'en 1973. Le 1er janvier 1974, une majorité du Comté de Durham a fusionné avec l'ancien Comté d'Ontario pour créer la Municipalité régionale de Durham. Le canton de Hope et la ville de Port Hope ont été transférés au Comté de Northumberland qui est redevenu un comté autonome.

## Municipalités
Le comté de Northumberland comprend les municipalités suivantes:
| Municipalité                | Population (2021) | Superficie (km²) | Densité de population |
| --------------------------- | ----------------- | ---------------- | --------------------- |
| Ville de Cobourg            | 20,519            | 22.41            | 915.7                 |
| Municipalité de Port Hope   | 17,294            | 278.8            | 62.0                  |
| Municipalité de Trent Hills | 13,861            | 513.85           | 27.0                  |
| Municipalité de Brighton    | 12,108            | 223.24           | 54.2                  |
| Canton de Hamilton          | 11,059            | 256.03           | 43.2                  |
| Canton de Alnwick/Haldimand | 7,473             | 398.25           | 18.8                  |
| Canton de Cramahe           | 6,509             | 202.22           | 32.2                  |

La Première Nation Alderville est située géographiquement dans le Comté et fait partie de la division statistique de recensement du Northumberland. Mais, en tant que Réserve indienne, elle est indépendante de l'administration du comté.